# إدارة المنزل

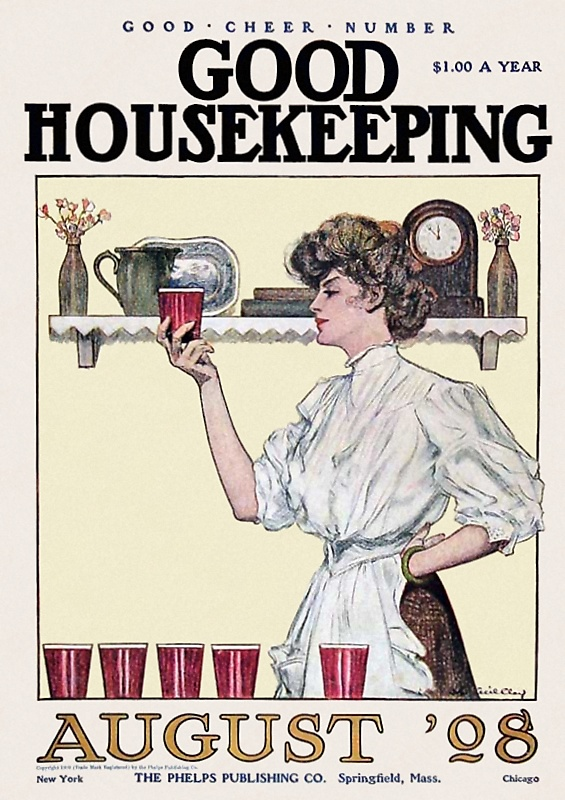
التدبير المنزلي الجيد هي واحدة من العديد من المجلات المتعلقة بالتدبير المنزلي.

إدارة المنزل هو بشكل أساسي مصطلح أمريكي وكندي يطلق للتدبير المنزلي، والمعروف باسم الأعمال المنزلية أو ربة المنزل أو إدارة المنزل. إنه فعل الإشراف على العمليات التنظيمية اليومية للمنزل أو التركة، وإدارة الاهتمامات المحلية الأخرى. يُطلق على الشخص المسؤول عن التدبير المنزلي، والذي لا يعمل خارج المنزل، في الولايات المتحدة وكندا، اسم ربة منزل، وهو مصطلح لرب منزل أو ربة منزل. من الناحية التاريخية، غالبًا ما تتولى النساء دور ربة المنزل. ومع ذلك، قد يشير مصطلح «ربة منزل» أيضًا إلى الأخصائي الاجتماعي الذي يدير الأسرة أثناء عجز ربة المنزل أو ربة المنزل. يتولى العاملون الصحيون في المنزل دور ربات المنازل عند رعاية كبار السن. وهذا يشمل إعداد الوجبات، وإعطاء الحمامات، وأي واجبات لا يستطيع الشخص المحتاج القيام بها لنفسه.
يمكن أن يكون التدبير المنزلي مسؤولية بدوام كامل لزوج أو شريك أو والد واحد، أو مشترك مع الأطفال أو الأسرة الممتدة، أو مشترك أو متداول بين الزوجين/الشريكين كواحد أو كلاهما يعمل خارج المنزل. يمكن أيضًا الاستعانة بمصادر خارجية جزئيًا أو كليًا للمساعدة المدفوعة. في العقود السابقة، كان هناك عدد من الدورات الإلزامية للشباب لتعلم مهارات التدبير المنزلي. في المدرسة الثانوية، تضمنت الدورات الطبخ والتغذية والاقتصاد المنزلي وعلوم الأسرة والمستهلك ونظافة الطعام والطبخ.

## زواج

### القرن التاسع عشر

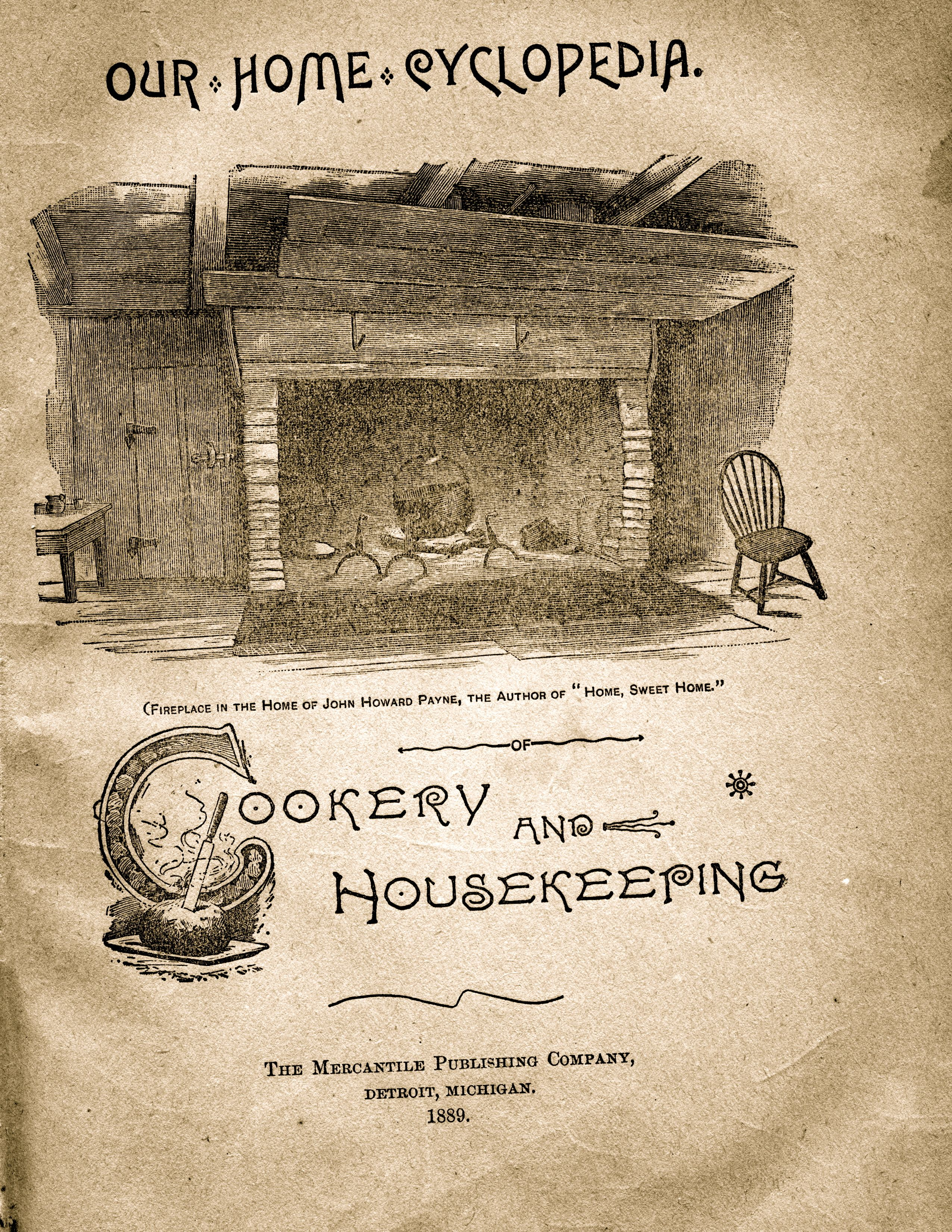
صفحة العنوان لكتابنا "سيكلوبيديا منزلنا: الطهي وإدارة المنزل"، الصادر في ديترويت، ميشيغان، في عام 1889.

في أمريكا الشمالية، كانت المثل العليا في أوائل القرن التاسع عشر تتطلب أن يكون التدبير المنزلي مسؤولية المرأة؛ «من المفترض أن تكون الزوجة هي نور ومركز المنزل». فالمُثُل الاجتماعية تقتضي من الزوجات التقليديات اللاتي يبقين في المنزل ولا يعملن مقابل أجر أن يخلقن ويحافظن على حيز سلمي لإعالة زوجها وأطفالها. بالنسبة للمرأة في بيئة ما قبل العصر الحديث، «إن الواجب والامتياز والمسؤولية الرسمية، هي التي تجعل فن صنع المنزل هذا أكثر إثارة للاهتمام والأهمية بالنسبة لها من أي فن آخر في العالم». مؤلفة هذه التصريحات، لم تكن آني سوان وحدها في أواخر القرن التاسع عشر، حيث تم تشجيع النساء، إن لم يكن مطلوبًا، على الحفاظ على المنزل بأنفسهن فقط. في عام 1875، نشر هاربر بازار مقالًا يحدد واجبات ربة المنزل والاحترام المحترم لتلك الواجبات يستحق: «ولكن إذا استقر المرء فقط للتفكير في مدى صعوبة هذه الواجبات، فسيتم إيلاء المزيد من الاحترام للجهود المخلصة لأدائها، ومزيد من التبجيل للأم التي هي أيضًا مدبرة المنزل». تدرك هاربر بازار أن النساء يقمن بأغلبية العمل داخل المنزل، مشيرة إلى أن العمل مفصل وصعب في كثير من الأحيان.

### القرن ال 20
بدأ القرن العشرين بأدوار مشابهة في التدبير المنزلي مثل القرن التاسع عشر؛ ومع ذلك، اختتم القرن بتصور مختلف كثيراً. في أواخر التسعينيات، كان الزواج يتكون في معظم حالات مشاركة الزوجة والزوج في التدبير المنزلي. دارلين بينيا وفيرن بينغتسون، علماء الأنثروبولوجيا والأساتذة في جامعة جنوب كاليفورنيا، بحثوا بشكل مكثف عن ديناميكيات الزواج والعمل المنزلي في أواخر القرن العشرين. وخلصوا إلى أن «جميع الزوجات يستفدن على قدم المساواة من مشاركة أزواجهن بشكل أكبر في العمل المنزلي». يعزز تقسيم العمل داخل المنزل علاقة صحية بين الزوج والزوجة. في الختام، يتحسن احتمال زيادة السعادة داخل الزواج بشكل كبير عندما يتم تقاسم التدبير المنزلي مع الزوج. خلص ويست وزيمرمان إلى تحليل لأكثر من 487 زوجًا ووجدا أنه «تمت مكافأة النساء على أداء سلوكيات أنثوية، مثل الأعمال المنزلية، في حين يتلقى الرجال تعزيزًا إيجابيًا للانخراط في مهام ذكورية، مثل هذا الرزق».
في المقابل، خلصت دراسة أجراها آدم هوتشيلد في عام 1989، إلى أنه حتى عندما تساهم الزوجات بأكثر من 50% من دخل الأسرة، فإنهن غالبًا ما يظلن يؤدين أعمالًا منزلية أكثر من أزواجهن. كشفت دراسة هوتشيلد بشكل مباشر عن النظرية السابقة القائلة بأن النساء يؤدين الأعمال المنزلية لأنهن ساهمن بشكل أقل بكثير في دخل الأسرة. وبدلاً من ذلك، أشارت نتائج الدراسة إلى أنه حتى في ديناميكيات الزواج حيث تساهم النساء بأكثر من نصف دخل الأسرة، ما زلن يكملن الغالبية العظمى من مهام التدبير المنزلي.
النساء المتزوجات اللائي يعتمدن اقتصاديًا وعاطفيًا على أزواجهن أقل عرضة للإبلاغ عن تقسيم العمل المنزلي على أنه غير عادل. شعرت هذه المجموعة الكبيرة من النساء المتزوجات أن العمل المنزلي عزز هويتهن الجنسية الأنثوية وارتباطهن بالأنوثة.

### القرن ال 21
الجنس والنوع الاجتماعي لا يزالان يؤثران على تقسيم المسؤوليات المنزلية في الولايات المتحدة في القرن الواحد والعشرين. وفقًا لمسح استخدام الوقت الأمريكي لعام 2018، أفاد 84 في المائة من النساء و 69 في المائة من الرجال بأنهم قضوا بعض الوقت في أداء واجبات المنزل، والتي تشمل "أعمال المنزل، والطهي، ورعاية الحديقة، أو إدارة المنزل". أفادت النساء بقضاء متوسط 2.6 ساعة في اليوم في الأنشطة المنزلية، في حين أفاد الرجال بـ 2.0 ساعة. في يوم شمله الاستطلاع، أبلغ 49 في المائة من النساء و 20 في المائة من الرجال أنهم قاموا بأعمال منزلية.
تختلف إدراك الرجال والنساء للمسؤوليات المنزلية. أظهرت دراسة مركز بيو للأبحاث الدينية لعام 2014 أن الآباء كانوا أكثر عرضة من الأمهات للقول بأن المهام مُوزعة بالتساوي بين الشريكين (56% مقابل 46%). عند سؤالهم، أفاد 50% من الأمهات بأنهن يديرن مزيدًا من المسؤوليات في المنزل من شركائهن، بينما أفاد 12% فقط من الآباء بأنهم يقومون بمزيد من المهام المنزلية. وعلى الرغم من هذا الاختلاف في الإدراك، أكدت غالبية البالغين المتزوجين في الولايات المتحدة (56%) أن مشاركة الأعباء المنزلية تعتبر "هامة جداً" لنجاح الزواج.
في مقالة من عام 2008، أفادت العلماء الاجتماعيين سوزان إلبراون وساياكا كاوامورا بأن التوزيع غير المتساوي للأعمال المنزلية يُرجع في الغالب إلى توفر الوقت. وخلصوا إلى أن "الزوجات عادةً ما تعمل لفترات أقل من أزواجهن، لذلك لديهن المزيد من الوقت المتاح لأداء المهام المنزلية".

## نظافة منزلية

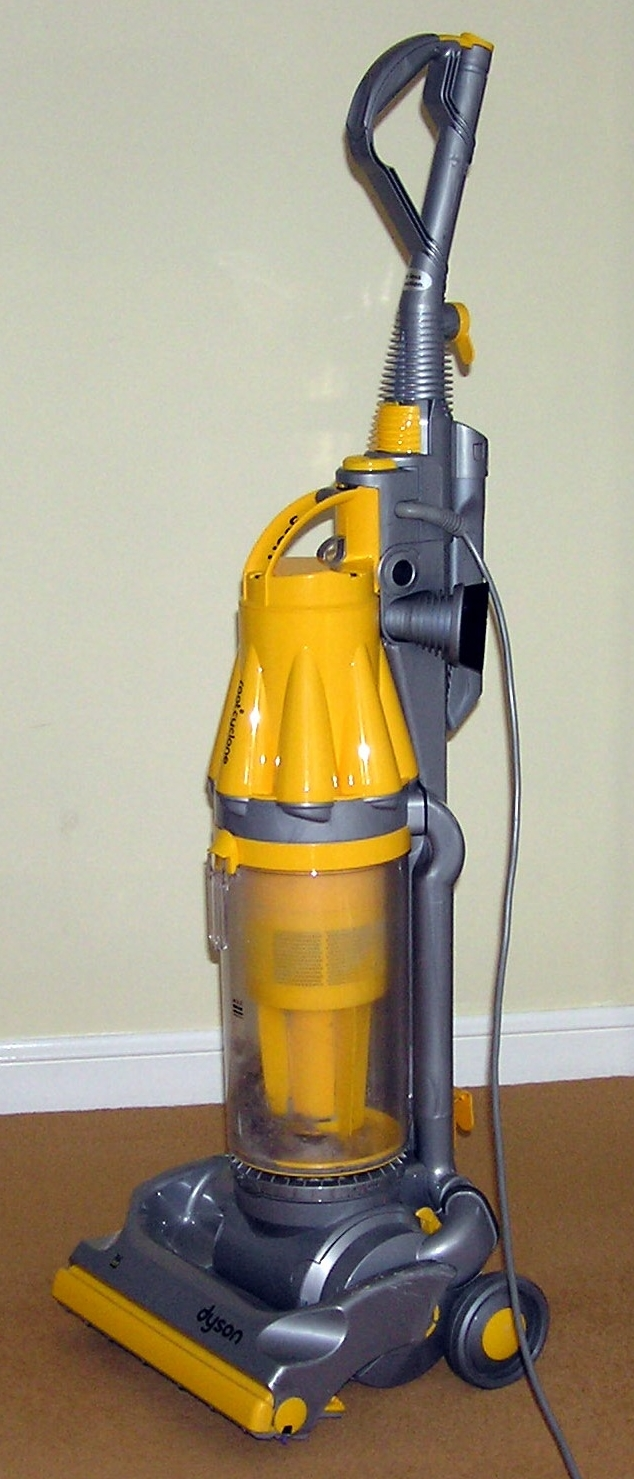
المكنسة الكهربائية

الرعاية والسيطرة على الممتلكات، وضمان صيانتها، واستخدامها السليم، وظهورها، هي الأمور التي تتعلق بأعمال الحفاظ على المنزل من قبل ربة المنزل. في المنزل الخاص، قد يتم توظيف خادمة أو جليسة منزل أحيانًا للقيام ببعض أعمال الحفاظ على المنزل. الأعمال المنزلية هي الأعمال التي تتم من خلال أعمال الرعاية بالمنزل. بعض الأعمال المنزلية هي تنظيف المنزل، وبعضها هو أعمال المنزل الروتينية. تشمل أعمال المنزل الروتينية الأعمال التي يجب أداؤها بانتظام. تشمل أعمال الرعاية في المنزل إعداد الميزانية والتحكم في النفقات، وإعداد الوجبات وشراء الطعام، ودفع فاتورة التدفئة، وتنظيف المنزل.

### طبخ
تحتوي معظم المنازل الحديثة على مرافق صحية ووسيلة لإعداد الطعام. تعتبر المطبخ غرفة أو جزءًا من الغرفة يستخدمها الشخص المعتني بالمنزل للطهي وإعداد الطعام وحفظه. في الغرب، يكون المطبخ الحديث عادةً مجهزًا بموقد وفرن وحوض يحتوي على مياه ساخنة وباردة، وثلاجة، وخزائن مطبخ. يستخدم العديد من الأشخاص المعتنين بالمنزل ميكروويف وغسالة صحون وأجهزة كهربائية أخرى مثل الخلاط وجهاز الطهي بالتوجيه وأجهزة تلقائية مثل طهاة الأرز. الوظيفة الرئيسية للمطبخ هي الطهي أو إعداد الطعام، ولكن قد يُستخدم أيضًا لتناول الطعام في وجبة عادية مثل الغداء
الطهي هو عملية إعداد الطعام بوجود أو بدون حرارة، وهي عملية يتم فيها اختيار وقياس ومزج المكونات بإجراء منهجي لإنتاج طعام آمن وصالح للأكل. تشمل العملية مجموعة واسعة من الطرق والأدوات ومزيج مكونات لتغيير نكهة الطعام أو مظهره أو قوامه أو قابليته للهضم. العوامل التي تؤثر في النتيجة تشمل تباين المكونات، والظروف المحيطة، والأدوات، ومهارة الفرد القائم بالطهي.
تنوع الطهي في جميع أنحاء العالم يعكس التنوع الجمالي والزراعي والاقتصادي والثقافي والاجتماعي والديني للناس في جميع أنحاء العالم. تطبيق الحرارة على الطعام يحوله عادة، ولكن ليس دائمًا، كيميائيًا، مما يغير نكهته وقوامه وتركيبه الكيميائي ومظهره وخصائصه الغذائية. تمت ممارسة طرق الطهي التي تنطوي على غلي السوائل في وعاء على الأقل منذ الألفية العاشرة قبل الميلاد، مع إدخال الفخار.

#### تنظيف
تنظيف المنزل من قبل ربة المنزل هو عملية منهجية لجعل المنزل نظيفًا ومرتبًا. يمكن تطبيق هذا الأمر بشكل أوسع من مجرد منزل فردي، كما هو المثال الوارد فيه على عملية "التنظيف" المطبقة في أماكن أخرى مثل الفندق أو كإصلاح إجرائي. في عملية تنظيف المنزل، يتم إكمال أنشطة التنظيف العامة، مثل التخلص من القمامة، وتخزين الأمتعة في أماكنها العادية، وتنظيف الأسطح القذرة، وتنظيف الغبار والمكنسة الكهربائية. تفاصيل هذا الأمر متنوعة ومعقدة بما يكفي حتى أن العديد من الكتب قد تم نشرها حول هذا الموضوع. تحتوي مواقع الإنترنت الخاصة بكيفية القيام بالأعمال المنزلية على العديد من المقالات حول تنظيف المنازل. تشمل الأدوات مكنسة كهربائية ومكنسة. يتم بيع اللوازم مثل محاليل التنظيف والإسفنج في محلات البقالة وفي أماكن أخرى. يمكن استئجار مُنظِفين محترفين للمهام غير الشائعة أو التخصصية مثل تنظيف الستائر والسجاد والأرائك. تُقدم خدمات محترفة أيضًا للمهام الأساسية. السلامة هي اعتبار يجب مراعاته لأن بعض منتجات التنظيف سامة وبعض المهام التنظيفية مُرهِقة جسديًا. يُشير تنظيف البيئة إلى التنظيف دون التسبب في التلوث أو استخدام المواد الكيميائية التي قد تتسبب في الإضرار الجسدية. ترتبط تاريخ تنظيف المنزل بتقدم التكنولوجيا.
مهام تنظيف الهواء الخارجية تشمل إزالة الأوراق من قنوات التصريف، وغسل النوافذ، ومسح السجاد الخارجية، وتنظيف حمام السباحة، وتخزين الأثاث في الحديقة، وإخراج القمامة.

#### غسيل
الغسيل يشير إلى عملية غسل الملابس والأغطية، والمكان الذي يتم فيه هذا الغسل، وما يحتاج إلى أن يتم غسله، أو يجري غسله. يمكن استخدام مواد كيميائية مختلفة لزيادة قوة الذائب للماء، مثل المركبات في جذور الصابون أو جذور اليوكا المستخدمة من قبل قبائل الهنود الأمريكيين. يُعد الصابون، وهو مركب مصنوع من قلوية (من رماد الخشب) ودهن، من مساعدي الغسيل القديمة والشائعة جدًا. تستخدم غسالات الملابس الحديثة عادة مساحيق أو سوائل مسحوق الغسيل بدلاً من الصابون التقليدي. بمجرد تنظيف الملابس، يتم تجفيفها.
أصبحت غسالات الملابس وأجهزة التجفيف أمورًا ثابتة في المنازل في جميع أنحاء العالم. في بعض أنحاء العالم، بما في ذلك الولايات المتحدة وكندا وسويسرا، تحتوي المباني السكنية والمواقف على غرف غسيل، حيث يشارك السكان في استخدام غسالات وأجهزة تجفيف الملابس. عادةً ما تُعد الآلات للتشغيل فقط عند وضع النقود في فتحة العملات. في أجزاء أخرى من العالم، تكون المباني السكنية مع غرف غسيل أمرًا نادرًا، وقد تحتوي كل شقة على غسالة ملابس خاصة بها. الذين لا يمتلكون غسالة في المنزل أو لا يستخدمون غرفة غسيل يجب عليهم إما غسل ملابسهم يدويًا أو زيارة مغسلة تجارية.
جهاز تجفيف الملابس هو جهاز منزلي يُستخدم لإزالة الرطوبة من حمولة من الملابس والمنسوجات الأخرى، عادة بعد تنظيفها في غسالة. يتكون معظم التجفيفات من برميل دوار يُسمى الطبل، يتم تحريك الهواء المُسخن خلاله لتبخير الرطوبة من الحمولة. يتم تدوير الطبل بسرعة نسبياً للحفاظ على مسافة بين القطع في الحمولة. في معظم الحالات، يتم تشغيل الطبل بواسطة حزام يتحكم به محرك كهربائي. قد يؤدي استخدام هذه الآلات إلى انكماش الملابس، وفقدان نعومتها (نتيجة فقدان الألياف القصيرة/الوبر)، وتلاشي الألوان. لهذه الأسباب، بالإضافة إلى القلق البيئي، يستخدم العديد من الأشخاص طرقًا في الهواء الطلق مثل حبل الملابس والحامل.
نشا الغسيل تُستخدم في غسل الملابس. كان النشا مستخدمة على نطاق واسع في أوروبا في القرنين 16 و17 لتثبيت الطيات الواسعة والياقات الفاخرة المحيطة بأعناق الأثرياء. خلال القرن 19 وأوائل القرن 20، كان من الموضة تثبيت ياقات وأكمام قمصان الرجال والكشاكش لتنانير الفتيات بواسطة تطبيق النشا أثناء كوي الملابس النظيفة. بالإضافة إلى الحواف الناعمة والمشدودة التي قدمها للملابس، كانت لديها أغراض عملية أيضًا. كانت الأوساخ والعرق من عنق الشخص ومعصميها سيتمسكان بالنشا بدلاً من ألياف الملابس، وسيكون من السهل غسلهما مع النشا. بعد كل عملية غسيل، سيتم إعادة تطبيق النشا. في الوقت الحالي، يُباع المنتج في علب الرذاذ للاستخدام المنزلي. يمكن أيضًا استخدام نشا المطبخ كعامل مثخن للطعام على الأقمشة المغسولة (يتطلب الغليان).

## صيانة
يحدد ربات المنازل الذين يتبعون تقنيات الصيانة التنبؤية حالة المعدات أثناء الخدمة من أجل التنبؤ بموعد إجراء الصيانة. يوفر هذا النهج وفورات في التكاليف على الصيانة الروتينية أو على أساس الوقت، لأن المهام لا يتم أداؤها إلا عندما يكون هناك ما يبرر ذلك. يضمن ربات البيوت الذين يتبعون أساليب الصيانة الوقائية أن تكون المعدات المنزلية والمنزل في حالة تشغيل مرضية من خلال توفير التفتيش والكشف والتصحيح لأوجه القصور الأولية إما قبل حدوثها أو قبل أن تتطور إلى عيوب كبيرة.

### الصيانة المنزلية
صيانة المنزل تتضمن تشخيص وحل المشكلات في المنزل، وتتعلق بالصيانة المنزلية لتجنب مثل هذه المشاكل. العديد من أنواع الصيانة هي مشاريع "افعلها بنفسك". الصيانة ليست بالضرورة نفسها كتحسين المنزل، على الرغم من أن العديد من التحسينات يمكن أن تكون نتيجة للإصلاحات أو الصيانة. غالبًا ما تبرر تكاليف الإصلاحات الكبيرة البديل للاستثمار في تحسينات بمقياس كامل. قد يكون من المنطقي ترقية نظام منزل (بنظام محسن) بدلاً من إصلاحه أو تكبد تكاليف الصيانة المتزايدة والمكلفة لنظام غير فعّال أو قديم أو يتعطل. بالنسبة لمشروع "افعلها بنفسك"، فإن تحديد الحدود المعتمدة للاستثمار في الوقت والمال قبل أن تصبح عملية إصلاح (أو قائمة إصلاحات) مرهقة ومثبطة، وأقل احتمالًا لأن تكتمل على الإطلاق، يكون مفيدًا أيضًا.

### صيانة الحديقة
يلتزم ربات المنازل الذين يتحملون مسؤولية العشب بممارسات رعاية العشب الموسمية، والتي تختلف إلى حد ما اعتمادًا على منطقة المناخ ونوع العشب المزروع (سواء كان موسمًا باردًا أو أصناف الموسم الدافئ). يتم ملاحظة العديد من الطرق المعترف بها التي يستخدمها ربات البيوت في رعاية العشب في أي منطقة. في الربيع أو أوائل الصيف، يقوم ربات المنازل ببذر أو غصن أو غصن ساحة عندما تكون الأرض أكثر دفئًا. تُستخدم جزازات العشب الصيفية عند القطع العالي لعشب الموسم البارد، والقطع المنخفض لمروج الموسم الدافئ. في الخريف، يتم جز المروج من قبل ربات المنازل على ارتفاع أقل ويتم إزالة تراكم القش الذي يحدث في أعشاب الموسم الدافئ. يضيف ربات المنازل طماطم رملية ويضعون الأسمدة التي تحتوي على نوع من عوامل الترطيب. تُزرع مروج الموسم البارد في الخريف مع هطول أمطار كافية. رعاية العشب في الشتاء ضئيلة، ولا تتطلب سوى تغذية خفيفة من المواد العضوية، مثل سماد النفايات الخضراء، والمعادن لتشجيع ديدان الأرض والميكروبات المفيدة.

## إدارة
إدارة الأسرة من قبل ربة المنزل هي الإشراف على العمليات التنظيمية والمالية واليومية للمنزل أو التركة. وهي تختلف عن التدبير المنزلي، الذي يتكون من الصيانة المادية وتنظيف المنزل.

### تنظيم المنزل
يتضمن تنظيم المنزل أو التنظيم المنزلي التصميم الداخلي لجعل المنزل ممتعًا من الناحية الجمالية من خلال ترتيب الأثاث والنباتات والستائر وما إلى ذلك. إزالة الفوضى تعني إزالة الأشياء غير الضرورية من المنزل.

### إزالة الفوضى
يتضمن إزالة الفوضى المنزلية وضع الأشياء في مكانها المناسب بعد استخدامها. قد يتضمن «تنظيف الفوضى» إزالة النظارات أو تناول الأدوات، أي الألعاب من غرفة المعيشة إذا كنت قد تناولت وجبة هناك أمام التلفزيون. إذا فعل العديد من الأشخاص ذلك على مدار بضعة أيام ولم يزيلوا نظاراتهم وأطباقهم وأوانيهم من غرفة المعيشة، فإن غرفة المعيشة تعتبر «مزدحمة» بالأطباق. الأطباق في غير محلها لأنها تنتمي إلى المطبخ، ويتم غسلها ووضعها في الخزائن. هذا هو المثال الأكثر شيوعًا للفوضى في أسرة حديثة في أمريكا الشمالية.
هناك تعريف آخر للفوضى، والذي يشير ببساطة إلى وجود الكثير من الأشياء وعدم وجود مساحة كافية لها كلها. في بعض الأحيان، كما يحدث في الأسر الآسيوية، تكون العناصر ضرورية، لكن المنزل ببساطة صغير جدًا، وهناك حاجة إلى طرق بارعة لتنظيم كل شيء لتقليل الفوضى. إن إزالة الأشياء غير الضرورية أو التي لم تعد ضرورية من المنزل هو أيضًا جانب من جوانب إزالة الفوضى. يمكن تسليم الأشياء إلى الأصدقاء أو المنظمات الخيرية، أو بيعها على أنها مستعملة أو معاد تدويرها أو التخلص منها.
الأشكال المتطرفة من عدم القدرة على إزالة الفوضى هي جانب سلوكي للاكتناز القهري. من ناحية أخرى، يشار إلى المجتمع الذي يعتمد بشكل مفرط على توليد النفايات ثم التخلص منها على أنه مجتمع رمي.

### الشراء المنزلي
يشير شراء الأسرة إلى محاولة ربة المنزل الحصول على سلع أو خدمات لتحقيق أهداف الأسرة. على الرغم من وجود العديد من الأسر التي تحاول وضع معايير في عملية الشراء، إلا أن العمليات يمكن أن تختلف اختلافًا كبيرًا بين الأسر. وعادة لا تستخدم كلمة «شراء» بالتبادل مع كلمة «اشتراء»، لأن الاشتراء يشمل عادة مفاهيم أخرى. يقرر صانعو المنازل سلع السوق التي ستشتريها الأسرة، مثل البقالة التي تم شراؤها من البقالة.
عملية شراء مهمة أخرى يتعامل معها ربات البيوت هي مصدر الطاقة المستخدم للأجهزة. قد تشمل تدفئة المنزل أو المباني الأخرى الغلايات والأفران وسخانات الماء. يتم استخدام الغاز الطبيعي المضغوط في المنازل الريفية دون توصيلات بخدمات المرافق العامة المنقولة بالأنابيب، أو مع المشاوي المحمولة. ومع ذلك، نظرًا لكونه أقل اقتصادًا من غاز البترول المسال، فإن غاز البترول المسال (البروبان) هو المصدر المهيمن للغاز الريفي للنطاقات والأفران التي تعمل بالغاز الطبيعي، ومجففات الملابس المسخنة بالغاز الطبيعي، والتدفئة/التبريد والتدفئة المركزية. يتم تحديد مقدار الاستخدامات من خلال عوامل مثل أسعار الغاز الطبيعي.

### خدم
قد يدير ربات البيوت عمال المنزل.

## استراتيجيات عمل
في علم الاجتماع، استراتيجية العمل المنزلي هي تقسيم العمل بين أفراد الأسرة، سواء كان ضمنيًا أو نتيجة لاتخاذ القرار الصريح، مع تقييم البدائل في نوع مبسط من تحليل التكلفة والفوائد. وهي خطة للتوزيع النسبي لوقت أفراد الأسرة المعيشية بين مجالات العمل الثلاثة:
1. في الاقتصاد السوقي، يشمل ذلك العمل الذي يتم في المنزل، بما في ذلك الوظائف الثانية المستندة إلى العمل الذاتي في المنزل، من أجل الحصول على الأموال لشراء السلع والخدمات في السوق
2. كما يشمل العمل في الإنتاج المنزلي، مثل زراعة حديقة خضروات أو تربية الدواجن، بغرض توفير الطعام للأسرة بشكل خاص
3. العمل في استهلاك السلع والخدمات لتوفيرها مباشرة داخل الأسرة، مثل طهي الوجبات، ورعاية الأطفال، وإصلاحات المنزل، أو تصنيع الملابس والهدايا.

قد تختلف استراتيجيات العمل المنزلي على مدى دورة الحياة، مع تقدم عمر أفراد الأسرة المعيشية، أو مع البيئة الاقتصادية ؛ ويجوز فرضها من جانب شخص واحد أو البت فيها بصورة جماعية.

## الإنتاج المنزلي
الإنتاج المنزلي هو فئة اقتصادية للأنشطة بما في ذلك التدبير المنزلي. يُعرَّف بأنه "إنتاج السلع والخدمات من قبل أفراد الأسرة، لاستهلاكهم الخاص، باستخدام رأس مالهم الخاص وعملهم غير مدفوع الأجر. تشمل السلع والخدمات التي تنتجها الأسر لاستخدامها الخاص الإقامة والوجبات والملابس النظيفة ورعاية الأطفال. وتنطوي عملية الإنتاج المنزلي على تحويل السلع الأساسية الوسيطة المشتراة إلى سلع استهلاكية نهائية. وتستخدم الأسر رؤوس أموالها وعملها ".
هناك جهود لوضع تقديرات لقيمة إنتاج الأسرة بطريقة مماثلة للناتج المحلي الإجمالي، على الرغم من أن هذه الفئة لا تدرج عادة في الناتج المحلي الإجمالي. والسلع والخدمات التي تنشئها الأسر المعيشية تستهلك عموما داخل البلد نفسه، ومن ثم تسهم في فئة «الاستهلاك المحلي» في الحسابات القومية.

## الأجور مقابل الأعمال المنزلية
كانت الحملة الدولية للأجور مقابل الأعمال المنزلية حركة اجتماعية عالمية شارك في تأسيسها في عام 1972 في بادوفا، إيطاليا، المؤلفة والناشطة سلمى جيمس. وقد شُكلت الحملة للتوعية بكيفية كون الأعمال المنزلية ورعاية الأطفال أساس جميع الأعمال الصناعية، وللحصول على مطالبة بأن هذه المهام التي لا مفر منها ينبغي تعويضها بوصفها عمالة مدفوعة الأجر. دعت مطالب الأجور مقابل العمل المنزلي رسميًا إلى تعويض اقتصادي عن العمل المنزلي، لكنها استخدمت أيضًا هذه المطالب للفت الانتباه بشكل عام إلى الأعمال العاطفية للمرأة، واعتماد الاقتصادات الرأسمالية على ممارسات العمل الاستغلالية ضد المرأة، وعدم المساواة في أوقات الفراغ.

## آثار التكنولوجيا والإعلان
تم اختراع العديد من الأجهزة المنزلية التي تجعل الأعمال المنزلية أسرع أو أكثر فعالية مقارنة بما كانت عليه قبل الثورة الصناعية. وتشمل هذه التدابير ما يلي:
- غسالة
- مجفف ملابس
- غسالة صحون
- آلة الخياطة
- مكنسة كهربائية
- كهرباء صغيرة مثل الخلاط الكهربائي والخلاط والمحمصة وآلة صنع القهوة
- فرن الأمواج الصغرية
- الثلاجة، تقليل عدد رحلات البقالة أو كمية أعمال حفظ الطعام

يمكن للمرافق أن تقضي على العمل مثل جمع الحطب وتقطيعه، وتجريف الفحم، وجلب المياه من الهواء الطلق، وتسخين مياه الصنبور الباردة.
قدرت المؤرخة روث شوارتز كوان أن ربات البيوت في القرن التاسع عشر يؤدون حوالي 50-60 ساعات عمل في الأسبوع، وأن هذا هو نفسه في التسعينيات. وتقول إنه بدلاً من تقليل مقدار الوقت المخصص للأعمال المنزلية، تم استخدام الأجهزة الموفرة للعمالة لجعل نفس القدر من الوقت يقوم بالمزيد من العمل، مثل تنظيف البساط بالمكنسة الكهربائية بدلاً من كسحه، أو غسل الأقمشة بشكل متكرر. كما ينقل الآباء المعاصرون أطفالهم بشكل متكرر إلى أنشطة ما بعد المدرسة، ولم يعد الأطباء يجرون مكالمات منزلية.